# ケープフィア (地域)

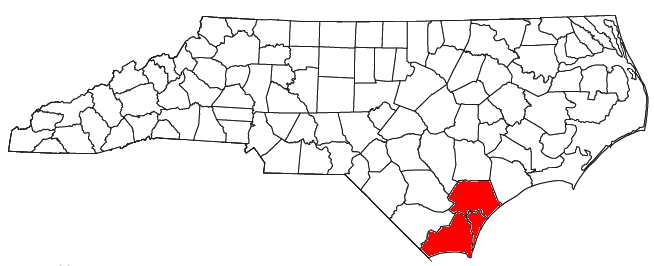
ウィルミントン大都市圏（赤色）、ケープフィア地域にほぼ一致する

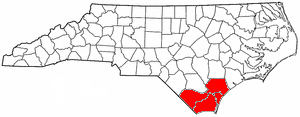
ケープフィア自治体政府委員会に含まれる郡

- ケープフェア

ケープフィア（英: Cape Fear）は、アメリカ合衆国ノースカロライナ州の南部、ウィルミントン市を中心とする大西洋岸平原の潮汐の影響を受ける地域の名称である。この名称は近くにあるフィアー岬（ケープ）と、この地域を流れ、岬の近くで大西洋に注ぐケープフィア川から採られた。地域の中で人が多く住んでいるのは大西洋岸と沿岸内水路に沿った土地であり、田園部は農地であるか、グリーン湿地に代表される湿地に占められている。この地域は他にも「ローワー・ケープフィア」、「ウィルミントン大都市圏」、「ノースカロライナ州南東部」、「アザレア海岸」といった呼称がある。特にアザレア海岸という呼称は、毎年ウィルミントンでノースカロライナ・ツツジ（アザレア）祭が開催されていることから来ている。地域の自治体は、ケープフィア自治体政府委員会に属している。
この地域にはノースカロライナ州で最も繁華な港であるウィルミントン港があり、ノースカロライナ州港湾局が運営している。また国内でも最大の弾薬補給港であり、アメリカ陸軍の東海岸にある大水深主要港であるミリタリー・オーシャン・ターミナル・サニーポイントがある。ウィルミントン港の拡張計画として、ケープフィア川西岸にノースカロライナ国際港の建設が計画されている。

## 地理
ケープフィア地域は大西洋岸平原にある。ノースカロライナ州の大西洋岸には砂州でできたバリアー島が続いており、その陸地側、本土との間の水路は沿岸内水路として使われている。ウィルミントン市から真南に突出したのがフィア岬であり、バリアー島はそこから西に方向を変え、サウスカロライナ州に伸びている。地域の大部分は標高の低い湿地であり、その中でもハエトリグサの数少ない生息地として名高いグリーン湿地が著名である。ケープフィア川とノースイースト・ケープフィア川が地域を流れる水深の深い川であり、その他にルックウッド・フォリー川、ブランズウィック川、シャロット川など小さな川は、小さな町の小さな水艇を使って移動できる。

## 郡
ケープフィア地域を構成する郡はニューハノバー郡、ブランズウィック郡、ペンダー郡の3郡である。ブランズウィック郡は現在、サウスカロライナ州のマートルビーチを主要都市とする大都市圏に加えられている。右上図はブランズウィック郡を入れたもの、下図はコロンバス郡を含めたものである。これら3郡は2000年国勢調査時点でウィルミントン大都市圏に含まれており、都市圏人口は274,532人だった。さらに2008年7月1日時点での推計人口は347,012人となっていた。海岸にある町は人口が季節で大きく変動する観光地であり、夏に多く、冬に少なくなる。
上記3郡以外にブレイデン郡とコロンバス郡がケープフィア地域に含まれることもある。また稀なケースではあるが、内陸部のデュプリン郡やサンプソン郡、東側沿岸部のオンスロー郡を加えることもある。

## 町

### 都市
- ウィルミントン（主要都市）
- サウスポート市
- ボイリングスプリングレイクス市

### 町
| - アトキンソン - ベルビル - ボリビア - バーゴー - カロライナビーチ - カロライナショアーズ - キャズウェルビーチ - ホールデンビーチ - キュアリービーチ - リーランド - ナバッサ - オークアイランド - オーシャンアイルビーチ - サンディクリーク - シャロット - セントヘレナ - セントジェイムズ - サーフシティ（部分） - トップセイルビーチ - バーナムタウン - ウォレス（部分） - ウェイサ - ライツビルビーチ |

#### 元の町
- ブランズウィック町
- ロングビーチ
- ヨーポンビーチ

### 村
- ボールドヘッド・アイランド

### 国勢調査指定地域
| - ベイショア - キャッスルヘイン - ハイツビル - キングスグラント - カークランド - メイソンボロ - マレーズビル | - マートルグローブ - オグデン - シーブリーズ - シーゲイト - シルバーレイク - スキッパーズコーナー - ライツボロ |

### 未編入の町
| - アッシュ - チャリティ - カリー - フィギュアエイト - ハンプステッド - モンタギュー - マーフィ | - パイニーグローブ - レジスター - スループポイント - サプライ - ウィナボウ - ヤマクロウ |

## 人口動態
以下は2000年の国勢調査による都市圏人口統計データである。
| 基礎データ - 人口: 274,532 人 - 世帯数: 114,675 世帯 - 家族数: 75,347 家族 人種別人口構成 - 白人: 79.47% - アフリカン・アメリカン: 17.27% - ネイティブ・アメリカン: 0.48% - アジア人: 0.58% - 太平洋諸島系: 0.05% - その他の人種: 1.12% - 混血: 1.02% - ヒスパニック・ラテン系: 2.45% | 収入と家計 - 収入の中央値 - 世帯: 37,321米ドル - 家族: 44,844米ドル - 性別 - 男性: 32,454米ドル - 女性: 22,998米ドル - 人口1人あたり収入: 20,287米ドル |